# ابرق (یمن)
أَبرَق روستای کوچکی از توابع استان عَمران در کشور یمن و در شبه جزیره عربستان واقع می‌باشد. این روستا در قلهٔ کوه (جبل عیال یزید) واقع شده‌است.

## جمعیت
جمعیت آن در حدود ۱۲۶۳ نفر می‌باشد، و از پیروان مذهب مالکی هستند.
روستایی است سخت‌گذر و کوهستانی، مردم آن از قبائل متعدد و جسور می‌باشند، شغل عمده مردم روستا کشاورزی و دامداری است.